# Olympische Winterspiele 1998/Teilnehmer (Großbritannien)
| Gelbes Symbol für Goldmedaillen mit stilisierten Olympischen Ringen | Graues Symbol für Silbermedaillen mit stilisierten Olympischen Ringen | Braundes Symbol für Bronzemedaillen mit stilisierten Olympischen Ringen |
| ------------------------------------------------------------------- | --------------------------------------------------------------------- | ----------------------------------------------------------------------- |
| —                                                                   | —                                                                     | 1                                                                       |

Das Vereinigte Königreich nahm an den Olympischen Winterspielen 1998 im japanischen Nagano als Großbritannien mit einer Delegation von 34 Athleten in sieben Disziplinen teil, davon 27 Männer und 7 Frauen. Die Mannschaft im Viererbob gewann mit Bronze die einzige Medaille.
Fahnenträger bei der Eröffnungsfeier war der Biathlet Michael Dixon.

## Teilnehmer nach Sportarten

### Biathlon
Männer
- Michael Dixon
10 km Sprint: 47. Platz (30:34,4 min)
20 km Einzel: 33. Platz (1:01:08,0 h)

- Mark Gee
10 km Sprint: 68. Platz (33:00,3 min)
20 km Einzel: 68. Platz (1:07:46,8 h)

### Bob
Männer, Zweier
- Sean Olsson, Lenny Paul (GBR-1)
15. Platz (3:39,94 min)

- Lee Johnston, Eric Sekwalor (GBR-2)
20. Platz (3:40,88 min)

Männer, Vierer
- Sean Olsson, Dean Ward, Courtney Rumbolt, Paul Attwood (GBR-1)
Bronze  (2:40,06 min)

### Curling
Männer
- Douglas Dryburgh (Skip), Peter Wilson, Phil Wilso, Ronnie Napier, James Dryburgh
7. Platz

Frauen
- Kirsty Hay (Skip), Edith Loudon, Jackie Lockhart, Katie Loudon, Fiona Bayne
4. Platz

### Eiskunstlauf
Männer
- Steven Cousins
6. Platz (10,0)

### Freestyle-Skiing
Männer
- Tim Dudgeon
Springen: 28. Platz (in der Qualifikation ausgeschieden)

- Kevin Harbut
Springen: 20. Platz (in der Qualifikation ausgeschieden)

- Sam Temple
Buckelpiste: Rennen in der Qualifikation nicht beendet

### Shorttrack
Männer
- Dave Allardice
5000-m-Staffel: 7. Platz (7:06,462 min)

- Nicky Gooch
500 m: 29. Platz (im Vorlauf ausgeschieden)
1000 m: 22. Platz (im Vorlauf disqualifiziert)

- Matt Jasper
500 m: im Vorlauf disqualifiziert
1000 m: 8. Platz (1:34,285 min)
5000-m-Staffel: 7. Platz (7:06,462 min)

- Robert Mitchell
5000-m-Staffel: 7. Platz (7:06,462 min)

- Matthew Rowe
5000-m-Staffel: 7. Platz (7:06,462 min)

### Ski Alpin
Männer
- Alain Baxter
Riesenslalom: 31. Platz (2:49,82 min)
Slalom: disqualifiziert

- Graham Bell
Abfahrt: 23. Platz (1:53,93 min)
Super-G: 31. Platz (1:39,80 min)

- Andrew Freshwater
Abfahrt: Rennen nicht beendet
Super-G: 33. Platz (1:39,89 min)
Kombination: Slalomrennen nicht beendet

- James Ormond
Kombination: Slalomrennen nicht beendet

Frauen
- Sophie Ormond
Riesenslalom: Rennen nicht beendet

- Emma Carrick-Anderson
Slalom: Rennen nicht beendet